# Crotonogyne strigosa
Crotonogyne strigosa är en törelväxtart som beskrevs av David Prain. Crotonogyne strigosa ingår i släktet Crotonogyne och familjen törelväxter. IUCN kategoriserar arten globalt som sårbar. Inga underarter finns listade i Catalogue of Life.